# Amuse Inc.
Amuse, Inc. (株式会社　アミューズ, Kabushikigaisha Amyūzu) é uma companhia de entretenimento Japonesa que fornece serviços de gerenciamentos de artistas. Os artistas incluem gravure idols, músicos e assim por diante. Amuse também produz programas televisivos e de rádio, comerciais e filmes; outros interesses estão em publicações, software de música, e às empresas agentes de patentes.[carece de fontes?]
Para levantar o dinheiro para os esforços de socorro no Japão, mais de 50 talentos da Amuse colaboraram para formar um grupo especial chamado Team Amuse.